# Jeff Tweedy
Jeffrey Scot „Jeff“ Tweedy (* 25. August 1967 in Belleville, Illinois) ist ein US-amerikanischer Songwriter und Bandleader aus Chicago. Er wurde vor allem mit seiner Band Wilco bekannt.

## Leben
Tweedy war auch gemeinsam mit Jay Farrar Gründungsmitglied der Alternative-Country-Band Uncle Tupelo und Mitglied der Alternative-Country-Allstarband Golden Smog, u. a. mit Gary Louris von den Jayhawks, Bandmitgliedern von Soul Asylum und den Replacements. Zusammen mit Jim O’Rourke und Glenn Kotche betreibt er außerdem das Bandprojekt Loose Fur.
Seit 2010 produziert er Alben und schreibt Songs für die Blues- und Soulsängerin Mavis Staples.
Zusammen mit seinem Sohn Spencer gründete er außerdem die Band Tweedy, die 2014 ihr Debütalbum Sukierae veröffentlichte.

## Diskografie
- 2014: Sukierae (mit Spencer Tweedy als Tweedy)
- 2017: Together at Last
- 2018: Warm
- 2020: Love Is the King (dBpm)